# Andries du Plessis
Andries Stephanus du Plessis (* 1. Oktober 1910 in Germiston; † 12. Oktober 1979 in Krugersdorp) war ein südafrikanischer Stabhochspringer.
1934 wurde er bei den British Empire Games in London Vierter, 1936 kam er bei den Olympischen Spielen in Berlin auf den 17. Platz, und 1938 siegte er bei den British Empire Games in Sydney.
Seine persönliche Bestleistung von 4,13 m stellte er am 15. Oktober 1938 in Johannesburg auf.